# Olivier Létang
Pour l’article homonyme, voir Létang.
Olivier Létang, né le 29 novembre 1972 au Mans (Sarthe), est un ancien joueur professionnel français devenu dirigeant de football. Après une carrière de joueur au Stade de Reims dont il fut ensuite l'un des dirigeants, il fut directeur sportif au Paris Saint-Germain et président du Stade rennais FC. Il est depuis décembre 2020, président du LOSC Lille.

## Biographie

### Carrière sportive
Footballeur professionnel en tant que milieu de terrain au Stade de Reims avec lequel il joue 215 matchs (championnat et coupes), Olivier Létang participe en 2002 à la remontée du club champenois de division CFA2 en Ligue 2. Il fait partie des dix joueurs ayant disputé le plus de matchs avec l'équipe première du Stade de Reims. 
Olivier Létang raccroche les crampons en mai 2004, après une seconde accession en Ligue 2.

### Carrière de dirigeant

#### Au Stade de Reims (1997-2012)
Peu après son arrivée au club, à la suite d'un détournement de fonds au sein du club, Olivier Létang s'occupe des comptes du club tout en étant footballeur professionnel. En 2000, il est promu directeur administratif et financier du Stade de Reims.
Après sa carrière de joueur, Il intègre en 2004 l'Essec où il décroche un diplôme MBA Executive conjoint avec la Mannheim Business School (en) (Allemagne) en 2006. Il est ensuite nommé directeur général du Stade de Reims en 2006, poste qu'il occupera jusqu'en septembre 2012.

#### Directeur sportif du Paris Saint-Germain (2012-2017)
Le 17 septembre 2012 il est nommé directeur sportif adjoint du Paris Saint Germain. Petit à petit, il monte dans la hiérarchie du club, notamment après le départ de Leonardo et suscite même l'intérêt de clubs anglais.
Le 7 octobre 2016, il est officiellement nommé au poste de directeur sportif du PSG, poste qu'il occupait depuis l'été 2013 après le départ de Léonardo. Il démissionne quelques mois plus tard, le 16 avril 2017.
Il quitte donc son poste en juin 2017 à la suite d'une saison mitigée, où ses responsabilités étaient devenues moins importantes à la suite de l'arrivée de Patrick Kluivert au poste de « directeur du football » en juillet 2016.

#### Sports Invest UK (juin à octobre 2017)
Après avoir démissionné du Paris Saint-Germain, il rejoint Sports Invest UK,  une société de gestion de carrières, en tant que directeur général. Il ne sera cependant jamais enregistré comme agent de joueurs.

#### Président du Stade rennais FC (novembre 2017-février 2020)
Le 3 novembre 2017, il est nommé président exécutif du Stade rennais FC, à la suite de la démission de René Ruello. Dès son arrivée, alors que le club est 14e de Ligue 1, il licencie l'entraîneur Christian Gourcuff au profit de Sabri Lamouchi et met en place une organisation qu'il qualifie de « très professionnelle ». Le club terminera la saison à la 5e place du championnat de Ligue 1, synonyme de qualification directe en Ligue Europa. Le 3 décembre 2018, après une défaite 4-1 à domicile face à Strasbourg, il met à pied Sabri Lamouchi, qu'il remplace par l'entraîneur de l'équipe réserve Julien Stéphan. Dans cette configuration, le Stade rennais FC remporte la Coupe de France le 27 avril 2019 en battant le Paris Saint-Germain, premier trophée majeur du club depuis 48 ans. En championnat, le Stade rennais FC termine à la 10e place.
Au cours de son mandat en tant que président du Stade rennais FC, le club aura battu un certain nombre de records sur et en dehors du terrain (3 qualifications en coupe d'Europe, une première victoire en phase de groupe d'une compétition européenne, la première qualification du Stade rennais FC pour la Ligue des champions, une victoire en coupe de France, 1er trophée du club depuis 1971). Le club aura également développé une politique commerciale permettant les ambitions sportives (records de chiffre d'affaires sponsoring, billetterie, merchandising…).
Le 7 février 2020, Olivier Létang est brutalement évincé de la présidence exécutive par la famille Pinault, propriétaire du club,  alors que le club occupe la 3e place du championnat et est qualifié pour les quarts de finale de la Coupe de France.
Selon la famille Pinault, cette séparation a été décidée « suite à une divergence sur le mode d'organisation du club », reprochant à Olivier Létang « son bras de fer avec le coach Julien Stéphan et son omniprésence dans toutes les composantes du club ».

#### Président du LOSC (depuis décembre 2020)
Le 18 décembre 2020, Olivier Létang est nommé président du LOSC Lille dès que le fonds d'investissement luxembourgeois Merlyn Partners a pris le contrôle du club. Il succède à Gérard Lopez, qui était également l'actionnaire principal du LOSC, mais qui, sous la pression de son créancier, avait dû le revendre. Il est élu, le 23 novembre 2021, meilleur président d'Europe par le journal Italien Tuttosport.
Dans le cadre des Jeux olympiques, Olivier Létang  se porte candidat et obtient le droit de tenir la flamme des Jeux olympiques dans les rues de Lille et y exprime sa joie en stipulant « Quand on est un dingue de sport comme moi, quel symbole ! ». Le jeudi 2 juillet 2024, il fut l'un des porteurs de la flamme olympique à Lille. Dans le même temps, il s'oppose fermement à libérer tout joueur du club dont il a la présidence, le LOSC, dans le cadre des Jeux olympiques en affirmant « Je suis président du LOSC et je défends ses intérêts. Il n'y a même pas de question à se poser. ».

## Carrière de joueur
- SO Maine
- Les Sablons
- 1995-1997 : Le Mans UC (7 matchs en Ligue 2)
- 1997-2004 : Stade de Reims (215 matches)

## Statistiques de joueur professionnel
| Saison                | Club                  | Championnat           | Championnat | Championnat | Coupe nationale | Coupe nationale | Coupe de la Ligue | Coupe de la Ligue | Total | Total |
| Saison                | Club                  | Division              | M.          | B.          | M.              | B.              | M.                | B.                | M.    | B.    |
| 2001-2002             | Stade de Reims        | National              | 23          | 3           | 3               | 0               | -                 | -                 | 26    | 3     |
| 2002-2003             | Stade de Reims        | Ligue 2               | 23          | 0           | 1               | 0               | 1                 | 0                 | 25    | 0     |
| 2003-2004             | Stade de Reims        | National              | 11          | 0           | 4               | 0               | 1                 | 0                 | 16    | 0     |
| Total sur la carrière | Total sur la carrière | Total sur la carrière | 57          | 3           | 8               | 0               | 2                 | 0                 | 67    | 3     |

## Palmarès
- Champion de France de National (joueur)
- 5 championnats de France de Ligue 1 (dirigeant)
- 4 coupes de France (dirigeant)
- 4 coupes de la Ligue (dirigeant)
- 4 trophées des champions (dirigeant)
- Meilleur président d'Europe (dirigeant)